# IC 3419
IC 3419 је елиптична галаксија у сазвјежђу Береникина коса која се налази на листи објеката дубоког неба у Индекс каталогу.
Деклинација објекта је + 15° 1' 27" а ректасцензија 12h 29m 44,6s. Привидна величина (магнитуда) објекта IC 3419 износи 15,5 а фотографска магнитуда 16,5. IC 3419 је још познат и под ознакама VCC 1222, PGC 41211.